# Эйли, Алвин
Алвин Эйли (англ. Alvin Ailey; 5 января 1931 года, Роджерс, штат Техас — 1 декабря 1989 года, Нью-Йорк) — американский танцовщик и хореограф, основатель «Американского театра танца Алвина Эйли», внёсший значительный вклад в популяризацию современного танца и в появление чернокожих танцовщиков и афроамериканской культуры на танцевальной сцене XX века.

## Биография

### Детство и юность
Алвин Эйли родился 5 января 1931 года в семье Алвина и Лулу Элизабет Эйли. Его матери было всего 17 лет, отец оставил семью через полгода. Как и многие афроамериканцы, жившие в Техасе во время Великой депрессии, Эйли с матерью, которая с трудом находила работу, часто переезжали с места на место. Ребёнок рос в условиях расовой сегрегации, насилия и линчевания негров. Когда ему было пять лет, компания белых американцев изнасиловала его мать, после чего он стал бояться белых. Знакомство с Южной баптистской церковью и джук-джойнтами привили ему чувство гордости за свою расу, что впоследствии ярко проявилось в его хореографических работах.
Осенью 1942 года, в разгар кампании в поддержку воюющей армии, мать Эйли в компании других чернокожих американцев поехала в Лос-Анджелес в надежде найти там хорошо оплачиваемую работу. Алвин остался в Техасе до конца учебного года, а затем переехал к матери в Калифорнию. Начав учиться в районе, большинство жителей которого были белыми, он чувствовал себя не в своей тарелке и вскоре был вынужден перевестись в школу, находившуюся в районе, где преобладало цветное население.
Эйли учился в школе Джорджа Вашингтона Карвера, затем поступил в школу Томаса Джефферсона. Он пел спиричуэлс в хоре, писал стихи и преуспевал в изучении иностранных языков. Несмотря на то, что он регулярно посещал спектакли «Линкольн-театра» и театра «Орфей», он не задумывался о танцах, пока в 1949 году его школьная подруга Кармен Де Лавалейд не привела его в студию Лестера Хортона. Уроки Хортона оказали большое влияние на Эйли, именно они заложили основы его танцевальной техники.
Первые два года Эйли скрывал от матери, что занимается танцами. В то же время, перспектива стать профессиональным танцовщиком не привлекала юношу: он учил романские языки в различных калифорнийских университетах а также изучал творчество Джеймса Болдуина, Лэнгстона Хьюза и Карсон Маккалерс. В 1951 году ради продолжения учёбы он переехал в Сан-Франциско, где познакомился с Маргарит Джонсон. Создав дуэт «Ал и Рита», они вместе выступали в ночном клубе. Эйли также подрабатывал официантом и танцевал в клубе New Orleans Champagne Supper Club. В конце концов, он вернулся в Калифорнию и продолжил обучение в студии Хортона.

### Танцевальная труппа Хортона
Начиная с 1953 года Эйли всё своё время посвящал занятиям у Хортона. Как и другие студийцы, кроме классического и современного танцев он изучал живопись, театр и музыку, осваивал создание декораций и костюмов. Войдя в состав труппы Хортона, он дебютировал в его постановке Revue Le Bal Caribe. В этот период он также снялся в нескольких голливудских фильмах.
В 1953 году Лестер Хортон неожиданно скончался и труппа осталась без художественного руководителя. Контракты требовали новых постановок, и, в отсутствие других желающих, место учителя занял Эйли. Несмотря на молодость и недостаток опыта (до этого он успел поставить всего один учебный танец), он приступил к постановке спектаклей, разработке декораций и костюмов, подбору танцовщиков и даже выступил режиссёром одного из шоу. Свою первую постановку, демонстрировавшую физическую силу Джеймса Труитта и красоту и актёрские способности Кармен Де Лаваллейд, Эйли посвятил своему учителю.

### На Бродвее
В 1954 году Алвин вместе с Кармен играли на Бродвее, в мюзикле «Цветочный дом» (режиссёр Питер Брук, хореограф — Джеффри Холдер). В 1956 году он танцевал в мюзикле Sing, Man, Sing, в 1957 году — солировал в «Ямайке».

### Театр танца Алвина Эйли

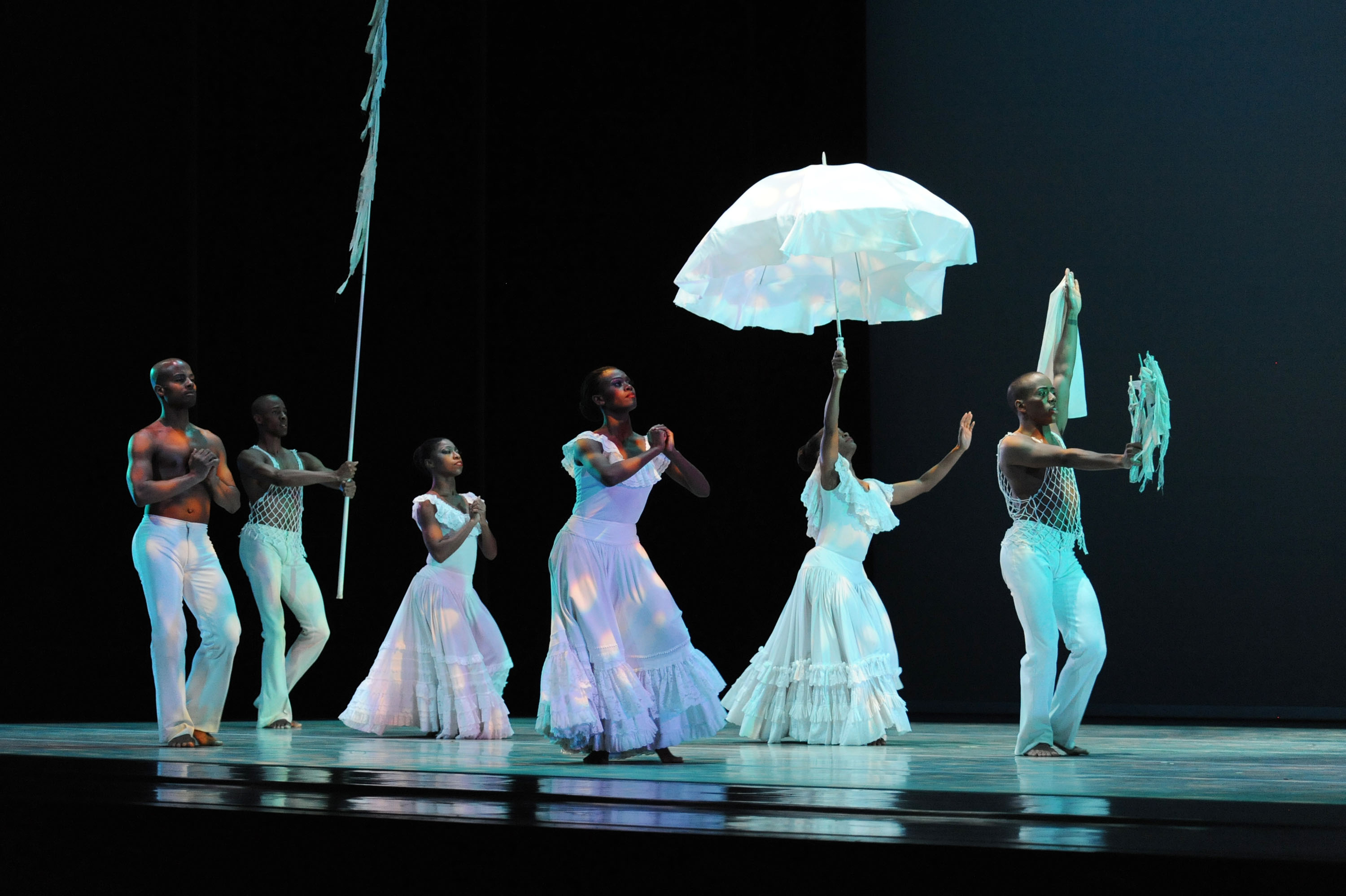
Спектакль Revelations в исполнении Театра американского танца Элвина Эйли (2011)

В Нью-Йорке 1950-х Эйли не мог найти ничего подобного технике Хортона. Стиль Дорис Хамфри и Хосе Лимона его не устраивал, хореографию Марты Грэм он посчитал «странной и жеманной». Не найдя себе подходящей труппы, Эйли решил работать самостоятельно. В 1958 году он создал собственную танцевальную труппу — Театр танца Алвина Эйли, первое выступление которой состоялось 30 марта 1958 года.

### Личная жизнь
В 1950-е годы появлялись сведения, что Эйли состоял в романтических отношениях с Дэвид Макрейнольдс.
Алвин Эйли скончался 1 декабря 1989 года в возрасте 58 лет. Чтобы избавить мать от социальных последствий, он уговорил доктора объявить, что причиной его смерти была дискразия, а не СПИД.

## Творчество
Всё творчество Алвина Эйли проникнуто особым вниманием к культуре чёрного населения США:170. Его постановки отличают эмоциональная насыщенность и глубокая человечность. С огромным темпераментом, редкой убедительностью он рассказывает о наивной вере, о мечтах и радостях, о страданиях и долготерпении чёрного человека в Америке:171.
В своих работах хореограф активно использовал негритянский фольклор, джаз, спиричуэлс и госпел. Стремясь к целостному эффекту, он уделял пристальное внимание костюмам, освещению, гриму, эмоциональной выразительности исполнителей, нередко использовал декорации и различный реквизит для достижения нужного театрального эффекта.
Среди его ранних работ выделяется поставленная на блюзовую музыку «Блюзовая сюита» (1958), успех которой предопределил стиль хореографа.
Наиболее значимой и известной работой Эйли является балет «Откровения» (1960), который изначально задумывался как продолжение исследования негритянского музыкального и культурного наследия, начатого в «Блюзовой сюите».
В 1969 году Эйли был приглашён в Американский театр балета для поставки балета «Река» на музыку Дюка Эллингтона. Как хореограф, он был рад поработать с лучшими силами труппы, в частности, с балериной Салли Уилсон, однако руководство настояло на том, чтобы роль солиста была отведена чернокожему танцовщику, в таланте которого сам хореограф сомневался.
В 1971 году Эйли поставил танцевальное соло «Плач», посвятив его своей матери и всем чернокожим женщинам.
Всего для своей труппы Эйли поставил 79 танцевальных произведений.

## Постановки
- 1958 — «Блюзовая сюита»
- 1960 — «Откровения»
- до 1962 — «Торжество праха» (по пьесе Федерико Гарсиа Лорки «Дом Бернарды Альбы»)
- 1969 — «Язык Мазекелы», «Река»
- 1971 — «Плач»
- «В честь Дюка Эллингтона»

## Техника танца
В своих работах Алвин Эйли находил применение любой танцевальной технике, подходившей для воплощения драматического замысла. Сочетая движения классического танца с джаз-танцем, танцем модерн и африканским танцем, хореограф создал собственный эклектичный хореографический стиль, отличающийся силой, амплитудой и динамичностью движений в сочетании с текучей пластичностью гибкого тела.
В его технике можно увидеть влияние Марты Грэм, Ханьи Хольм, Дорис Хамфри, Анны Соколовой и, особенно, — Лестера Хортона. Он требовал от танцовщиков выворотных, дотянутых в коленях и ступнях ног («балетный низ») при экспрессивном торсе («современный верх»).
Танцовщики, работавшие с Эйли в его труппе, попадали туда, имея самую разную подготовку — от классического балета до хип-хопа, однако хореограф не учил их специфической технике прежде, чем они начнут исполнять его хореографию. Здесь он был кем-то вроде джазового дирижёра, позволяющего исполнителю привнести свой уникальный стиль в предложенную хореографию. Эта открытость индивидуальному вкладу со стороны исполнителя соотносит хореографию Эйли с другими формами афроамериканского искусства, такими как биг-бэнд или джаз.

## Признание
- 1977 — Медаль Спингарна Национальной ассоциации содействия прогрессу цветного населения[13]
- 1987 — премия Сэмюэла Скриппса[англ.] / ADF за достижения в области современного танца.
- 1988 — премия Центра Кеннеди

В 1992 году Алвин Эйли был включён в Зал славы Национального музея танца (посмертно)

## Комментарии
1. ↑  Это соло стало своеобразной «визитной карточкой» танцовщицы Джудит Джемисон.